# Liste des candidats républicains à la présidence des États-Unis
| Nom | Nom                  | Nom  | Observations | Élection | Élection          | Élection           | Élection               |
| Nom | Nom                  | Nom  | Observations | Date     | Voix              | Gds Él.            | Colistier              |
| --- | -------------------- | ---- | --- | -------- | ----------------- | ------------------ | ---------------------- |
| 1   | John Charles Frémont |      | | 1856     | 33 %              | 114/296            | William Lewis Dayton   |
| 2   | Abraham Lincoln      |      | Assassiné au cours de son second mandat qui est terminé par Andrew Johnson                                         | 1860     | 39,8 %            | 180/303            | Hannibal Hamlin        |
| 2   | Abraham Lincoln      | 1864 | Assassiné au cours de son second mandat qui est terminé par Andrew Johnson                                         | 55 %     | 212/233           | Andrew Johnson     |                        |
| 3   | Ulysses S. Grant     |      | | 1868     | 52,7 %            | 214/294            | Schuyler Colfax        |
| 3   | Ulysses S. Grant     | 1872 | 55,6 % | 286/349  | Henry Wilson      |                    |                        |
| 4   | Rutherford B. Hayes  |      | | 1876     | 48 %              | 185/369            | William A. Wheeler     |
| 5   | James A. Garfield    |      | Assassiné au début de son mandat qui est terminé par Chester Arthur.                                               | 1880     | 48,3 %            | 214/369            | Chester A. Arthur      |
| 6   | James Blaine         |      | | 1884     | 48,25 %           | 182/401            | John Alexander Logan   |
| 7   | Benjamin Harrison    |      | | 1888     | 48 %              | 233/401            | Levi Morton            |
| 7   | Benjamin Harrison    | 1892 | 43 % | 145/444  | Whitelaw Reid     |                    |                        |
| 8   | William McKinley     |      | Assassiné au cours de son second mandat qui est terminé par Theodore Roosevelt                                     | 1896     | 51 %              | 271/447            | Garret Hobart          |
| 8   | William McKinley     | 1900 | Assassiné au cours de son second mandat qui est terminé par Theodore Roosevelt                                     | 52 %     | 292/447           | Theodore Roosevelt |                        |
| 9   | Theodore Roosevelt   |      | | 1904     | 56 %              | 336/476            | Charles W. Fairbanks   |
| 10  | William Howard Taft  |      | | 1908     | 52 %              | 321/483            | James Sherman          |
| 10  | William Howard Taft  | 1912 | 23 % | 8/483    | Nicholas Butler   |                    |                        |
| 11  | Charles Evans Hughes |      | | 1916     | 46,12 %           | 254/531            | Charles W. Fairbanks   |
| 12  | Warren G. Harding    |      | Meurt en cours de son mandat qui est terminé par Calvin Coolidge                                                   | 1920     | 60,3 %            | 404/531            | Calvin Coolidge        |
| 13  | Calvin Coolidge      |      | | 1924     | 54,1 %            | 382/531            | Charles Dawes          |
| 14  | Herbert Hoover       |      | | 1928     | 58,2 %            | 444/531            | Charles Curtis         |
| 14  | Herbert Hoover       | 1932 | 39,6 % | 59/531   | Charles Curtis    |                    |                        |
| 15  | Alf Landon           |      | | 1936     | 36 %              | 8/531              | Frank Knox             |
| 16  | Wendell Willkie      |      | | 1940     | 44,78 %           | 82/531             | Charles McNary         |
| 17  | Thomas Dewey         |      | | 1944     | 46 %              | 99/531             | John Bricker           |
| 17  | Thomas Dewey         | 1948 | 45 % | 189/531  | Earl Warren       |                    |                        |
| 18  | Dwight D. Eisenhower |      | | 1952     | 55 %              | 442/531            | Richard Nixon          |
| 18  | Dwight D. Eisenhower | 1956 | 57 % | 457/531  | Richard Nixon     |                    |                        |
| 19  | Richard Nixon        |      | | 1960     | 49 %              | 219/537            | Henry Cabot Lodge, Jr. |
| 20  | Barry Goldwater      |      | | 1964     | 38,4 %            | 52/538             | William E. Miller      |
| 21  | Richard Nixon        |      | Démissionne au milieu de son second mandat                                                                         | 1968     | 43,4 %            | 301/538            | Spiro Agnew            |
| 21  | Richard Nixon        | 1972 | Démissionne au milieu de son second mandat                                                                         | 60,7 %   | 520/538           | Spiro Agnew        |                        |
| 22  | Gerald Ford          |      | Devenu Président des États-Unis en 1974 à la suite des démissions successives de Spiro Agnew puis de Richard Nixon | 1976     | 48 %              | 240/538            | Bob Dole               |
| 23  | Ronald Reagan        |      | | 1980     | 50,7 %            | 489/538            | George H. W. Bush      |
| 23  | Ronald Reagan        | 1984 | 58,8 % | 525/538  | George H. W. Bush |                    |                        |
| 24  | George H. W. Bush    |      | | 1988     | 53,4 %            | 426/538            | Dan Quayle             |
| 24  | George H. W. Bush    | 1992 | 37,1 % | 168/538  | Dan Quayle        |                    |                        |
| 25  | Bob Dole             |      | | 1996     | 40,7 %            | 159/538            | Jack Kemp              |
| 26  | George W. Bush       |      | | 2000     | 47,9 %            | 271/538            | Dick Cheney            |
| 26  | George W. Bush       | 2004 | 50,73 % | 286/538  | Dick Cheney       |                    |                        |
| 27  | John McCain          |      | | 2008     | 46 %              | 173/538            | Sarah Palin            |
| 28  | Mitt Romney          |      | | 2012     | 47,94 %           | 206/538            | Paul Ryan              |
| 29  | Donald Trump         |      | | 2016     | 45,95 %           | 304/538            | Mike Pence             |
| 29  | Donald Trump         | 2020 | 46,86 % | 232/538  | Mike Pence        |                    |                        |
| 29  | Donald Trump         | 2024 | 49,8 % | 312/538  | J. D. Vance       |                    |                        |